# Sanremo

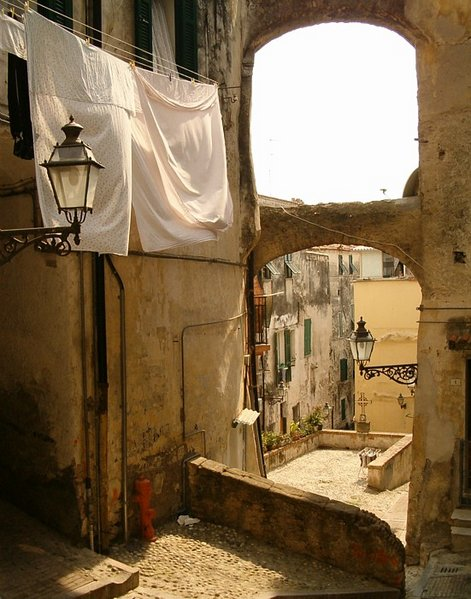
Detail des historischen Zentrums „La Pigna“ von Sanremo

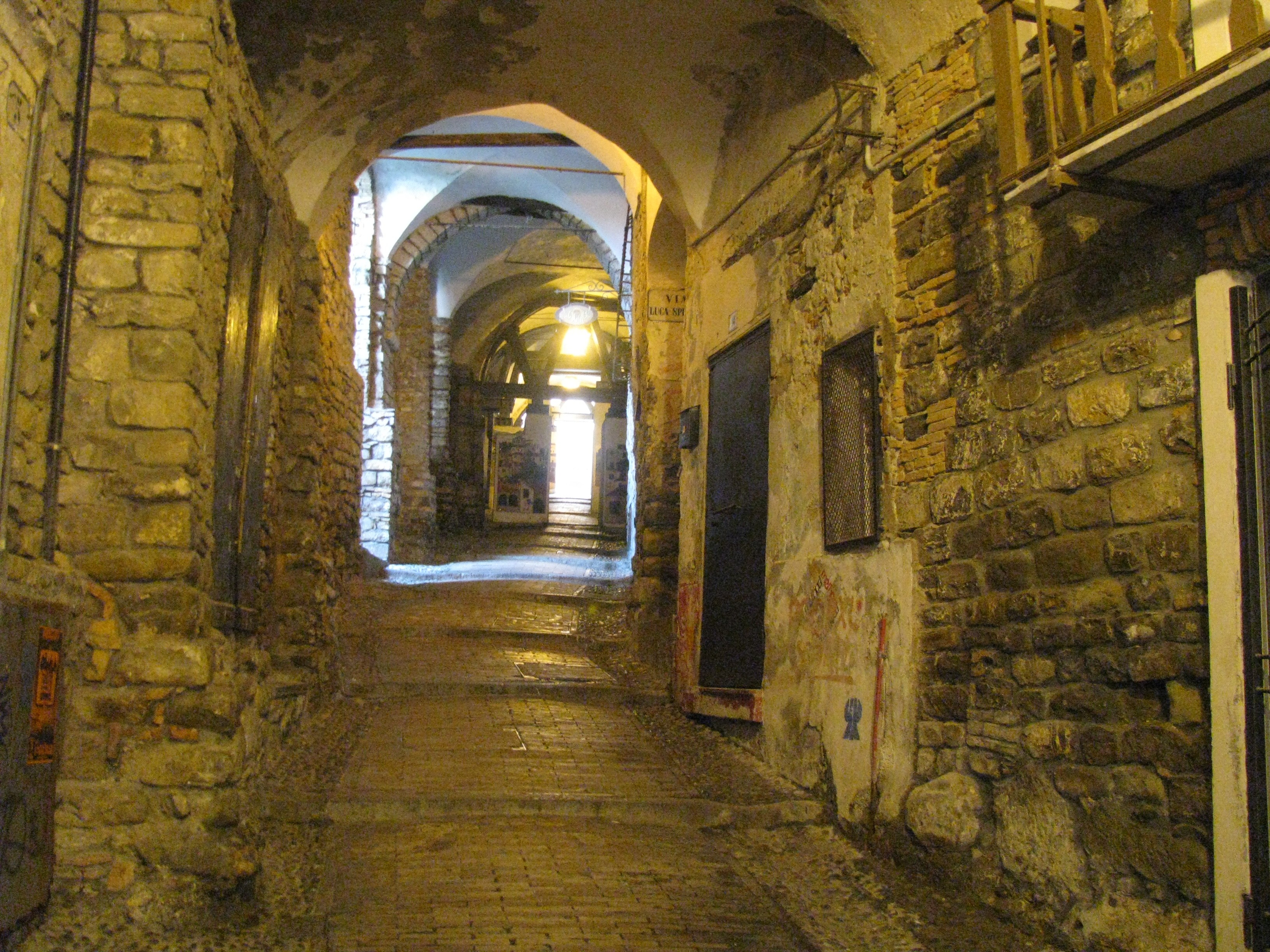
Durchgang in der Altstadt „La Pigna“ von Sanremo

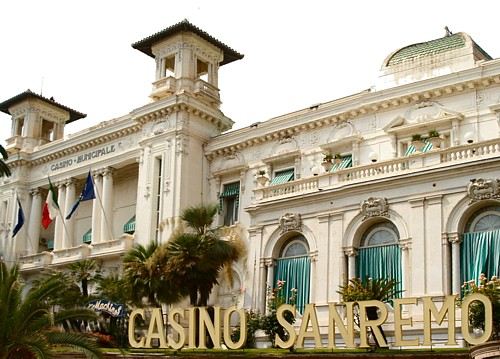
Die bekannte Spielbank Sanremos

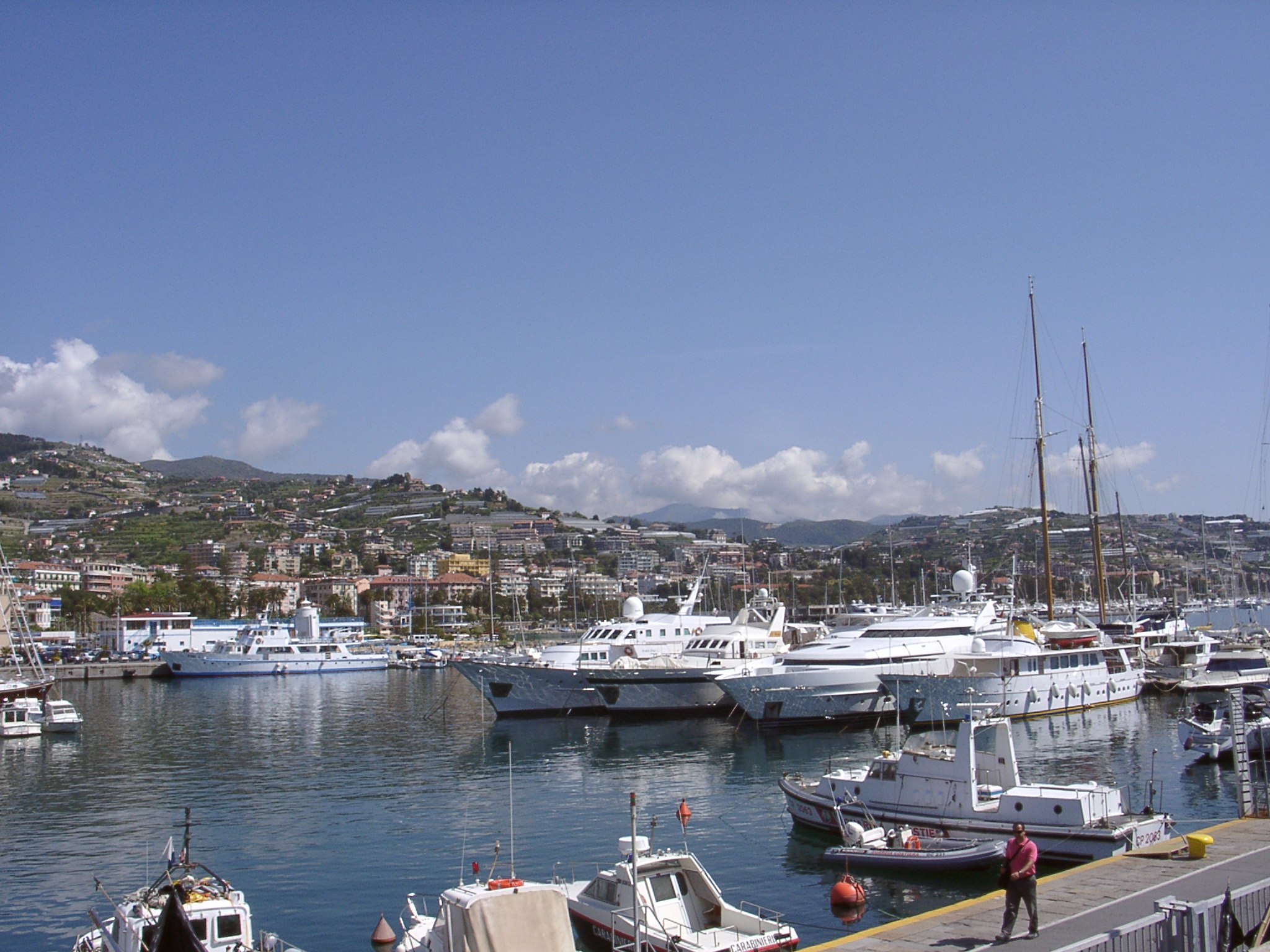
Hafen

Sanremo (auch San Remo) ist ein italienischer Kurort mit 52.992 Einwohnern (Stand 31. Dezember 2023) an der Riviera di Ponente in Ligurien. Die Stadt ist etwa 20 Kilometer von der französischen Grenze entfernt und vor allem für das seit 1951 jährlich Anfang des Jahres ausgetragene Sanremo-Musikfestival bekannt.

## Geographie
Sanremo liegt im Zentrum einer weiten Bucht zwischen dem Capo Nero und dem Capo Verde und hat im Winter wegen der geschützten Lage der nahen Berge der bis ans Meer vorstoßenden Seealpen ein gleichmäßig mildes Klima. Im Sommer ist es ein beliebter Badeort. Traditionsreiche Hotels säumen die Küstenstrasse.
Besonders bekannt ist die „Kasbah“ von Sanremo, ein orientalisch anmutendes, sehr verwinkeltes Gewirr von Durchgängen und Gassen in der Altstadt, der La Pigna. Weithin bekannt ist auch die Spielbank Casinò Municipale di Sanremo.

## Geschichte
Im Mittelalter entstand auf einem Hügel der älteste Stadtteil, die Pigna, dessen Häuser zur gemeinsamen Verteidigung gegen muslimische Piraten (Sarazenen und Korsaren) übereinander gebaut wurden, mit steilen Straßen, überdeckten Durchgängen und vielen kleinen Plätzen. In der Via Palma, der Hauptstraße der Pigna, befindet sich das kleine Palais Casa Manara, wo 1538 Papst Paul III. auf seiner Reise nach Nizza übernachtete. Weiter unten, in der Via Montà Nr. 18, hielt sich 1794 Napoleon auf.
Der Schriftsteller Giovanni Domenico Ruffini ließ um 1855 einen seiner Romane in Sanremo spielen, und so kamen die ersten Gäste, um die Wintermonate im milden Klima der Rivieraküste zu verbringen. Dies war der Beginn des rasanten Aufstiegs von Sanremo zu einem Kurort der Belle Époque. In wenigen Jahren wurde aus dem früheren Fischerort ein elegantes Touristenzentrum, dessen Ruf um die Welt eilte. Bis 1900 entstanden 25 Hotels und annähernd 200 Villen. Darunter auch die Villa Noseda, die von einem der damals bedeutendsten deutschen Kunstsammler und Mäzene, Adolph Thiem, 1880 erworben und neogotisch umgebaut wurde. 1860 wurde das Grand Hotel Londra erbaut. Berühmte Kurgäste waren Elisabeth von Österreich-Ungarn, Kaiser Friedrich III. und die russische Zarin Marija Alexandrowna.
Das moderne Stadtzentrum entstand zu Beginn des 20. Jahrhunderts, nachdem San Remo auch von adeligen und reichen Müßiggängern entdeckt worden war. 1905 wurde die Spielbank, sicher das bekannteste Bauwerk der Stadt, errichtet. 1920 war die Stadt Tagungsort der Konferenz von Sanremo, auf der die alliierten Siegermächte Absprachen über die Aufteilung des im Ersten Weltkrieg besiegten Osmanischen Reiches trafen. Von 1922 bis 1924 war Sanremo das Exil des letzten Sultans des Osmanischen Reiches, Mehmed VI. Vahdettin.
| Jahr      | 1861   | 1881   | 1911   | 1931   | 1951   | 1971   | 1991   | 2007   | 2016   |
| --------- | ------ | ------ | ------ | ------ | ------ | ------ | ------ | ------ | ------ |
| Einwohner | 12.464 | 18.760 | 27.013 | 29.583 | 40.464 | 62.210 | 56.003 | 56.385 | 54.824 |

## Religion
Sanremo verfügt über Kirchen der römisch-katholischen, russisch-orthodoxen, waldensischen, lutheranischen und rumänisch-orthodoxen Gemeinden. Früher bestand auch eine anglikanische und eine presbyterianische Gemeinde, sie verfügen bis heute über einen eigenen Friedhof im benachbarten Ort Bordighera. Die Kathedrale von Sanremo San Siro stammt als älteste Kirche aus dem 12. Jahrhundert. Die russisch-orthodoxe Kirche von 1914 beherbergte bis 1989 die sterblichen Überreste des letzten montenegrinischen Monarchen Nikola I. Petrović Njegoš und seiner Familie.

## Politik

### Bürgermeister
Bürgermeister (Sindaco) von Sanremo ist seit 2014 Alberto Biancheri.

### Städtepartnerschaften
Sanremo ist partnerschaftlich verbunden mit:
- Atami, Japan, seit 1976
- Helsingør, Dänemark, seit 1960
- Karlskoga, Schweden

## Wirtschaft und Infrastruktur

### Wirtschaft
Wichtige Wirtschaftsfaktoren in Sanremo sind der Blumenanbau und -handel, die 1905 errichtete Spielbank und der Tourismus, der bereits in der Belle Époque in wenigen Jahren zum Wandel vom früheren Fischerort zu einem eleganten Touristenzentrum führte.
Sanremo ist Hauptort an der Riviera dei Fiori (Blumenriviera) und wegen der Zucht von Nelken und Rosen und des Blumenmarktes sehr bekannt. Zum Teil wird die Stadt auch Blumenstadt genannt wegen der Blumen- und Pflanzenzucht. Der Wirtschaftszweig Pflanzenzucht zählt etwa 200 Betriebe und zahlreiche Exportfirmen (Stand: 2004). Von 1980 bis 2013 sponserte die Stadt den Blumenschmuck (mit bis zu 30.000 Blumen) für das Neujahrskonzert der Wiener Philharmoniker.

### Verkehr
In und um Sanremo betrieb die Verkehrsgesellschaft Riviera Trasporti (RT) außerdem den Oberleitungsbus Sanremo, die Stadt gehörte zu den kleinsten italienischen Städten mit einem Oberleitungsbus-System. Der Betrieb wurde im August 2021 nach jahrelanger Vernachlässigung und zuletzt wirtschaftlichen Schwierigkeiten eingestellt und die Infrastruktur ab Februar 2024 zurückgebaut.
Der heutige Tunnel-Haltepunkt Sanremo liegt an der Bahnstrecke Genua–Ventimiglia, die frühere Trasse an der Küste wird als Radweg genutzt.

### Institutionen
In Sanremo ist das Internationale Institut für humanitäres Recht ansässig. Dabei handelt es sich um eine seit 1970 bestehende unabhängige Einrichtung, die sich der Entwicklung und Verbreitung des humanitären Völkerrechts und verwandter Rechtsbereiche widmet. Das Institut belegt die von einem öffentlichen Park umgebene Villa Ormond, die für den Schweizer Tabakindustriellen Louis Ormond gebaut wurde.

## Kunst und Kultur
Die Stadt ist auch der Ort für das seit 1951 jährlich im Februar oder März ausgetragene italienische Sanremo-Musikfestival. 1955 bis 1966 gab es das Festival Internazionale del Jazz di Sanremo. In der Villa Angerer werden gelegentliche Kunstausstellungen gezeigt, die so bezeichnete Villa wurde Ende des 19. Jahrhunderts für den österreichischen Anwalt Leopold Angerer erbaut.
1877 und 1882/1883 malte hier der Schweizer François Bocion.

Adolph Thiems Villa beherbergte zahlreiche Gemälde der alten Meister.
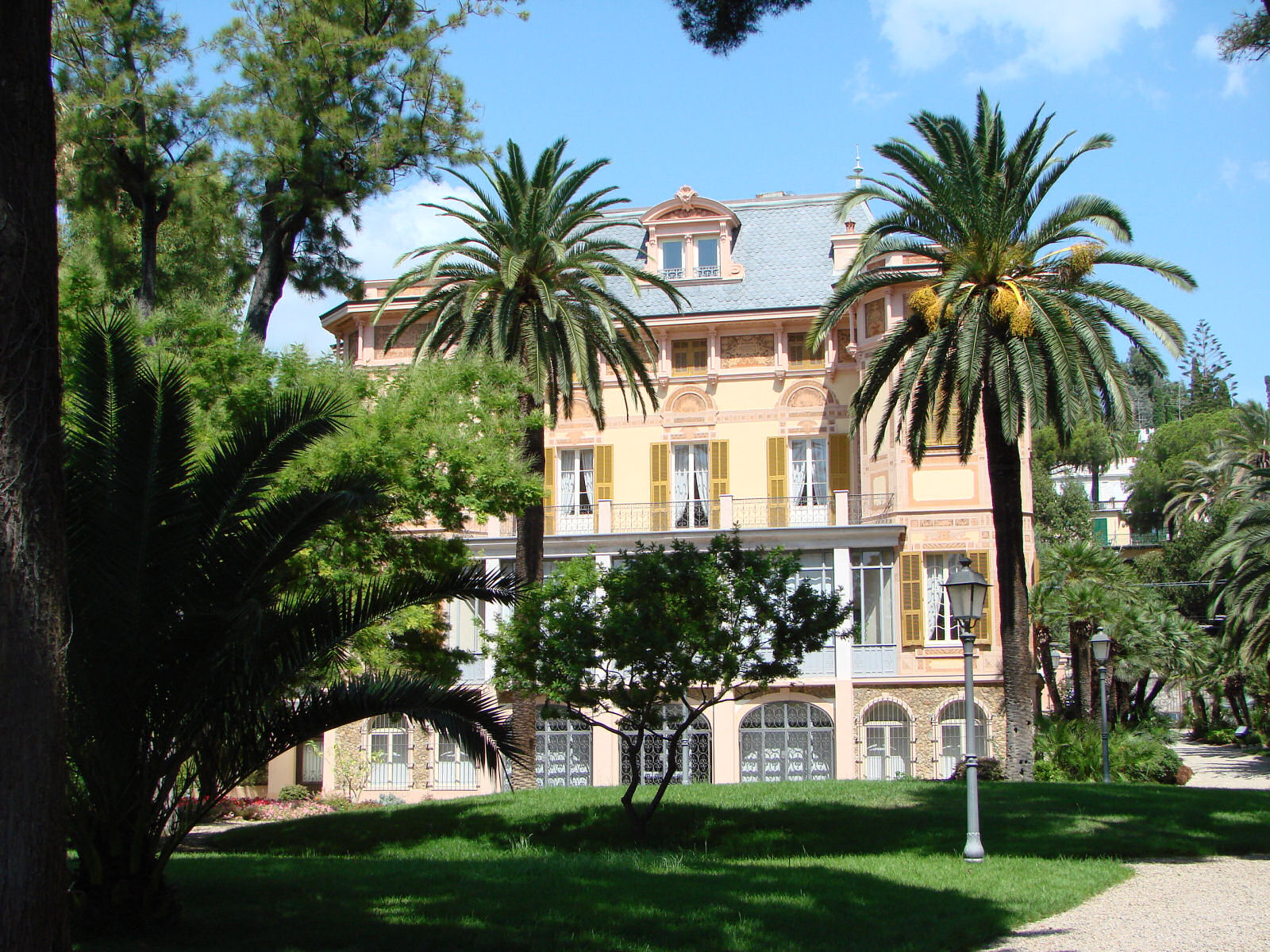
Villa Nobel, Parkseite
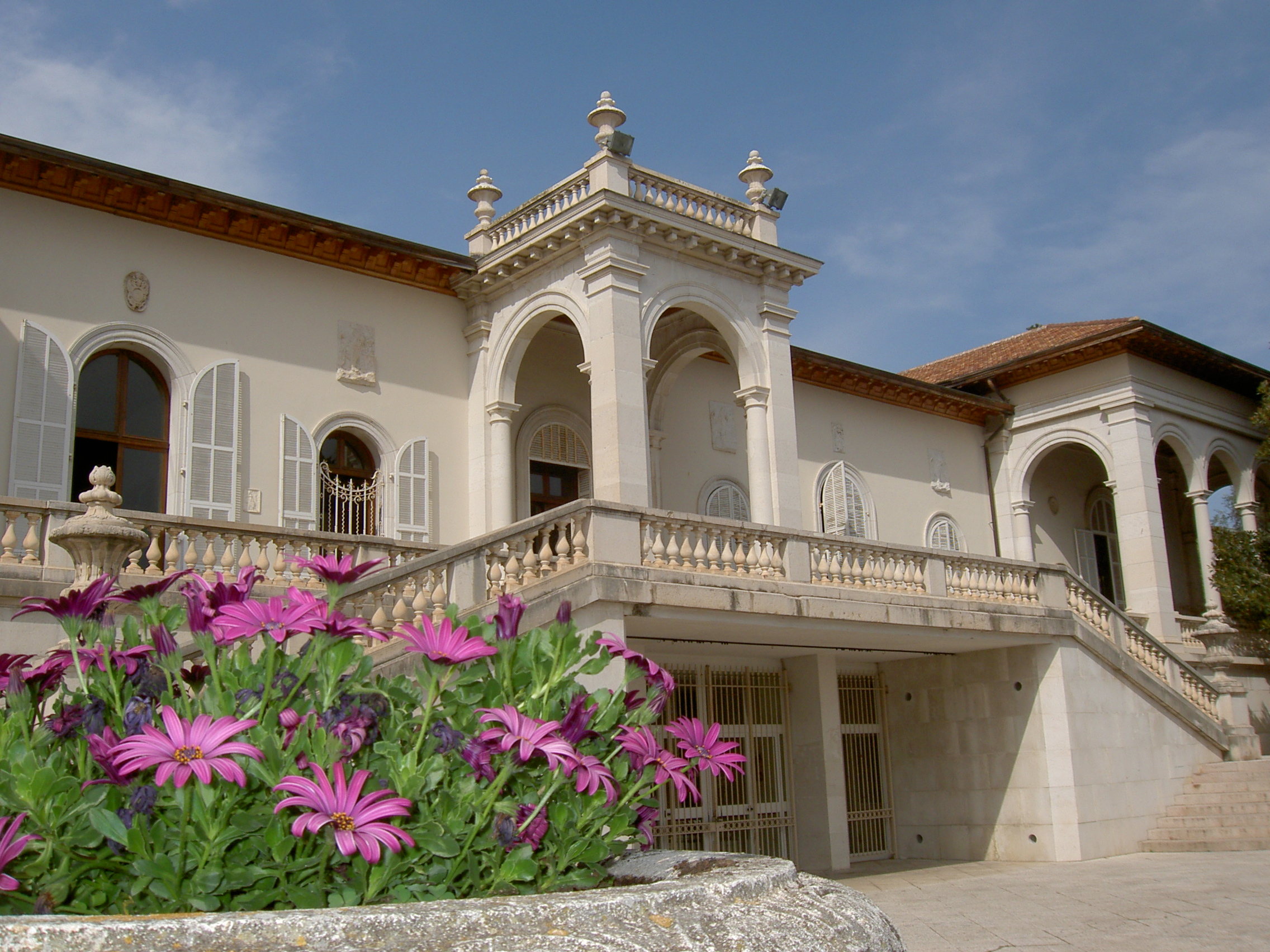
Die Villa Ormond in Sanremo, Sitz des Instituts für humanitäres Recht
In der Villa Zirio war der Kaiser Friedrich III. zu Gast.

## Sport
Sportfans ist Sanremo zudem als Ziel des klassischen Radrennens Mailand–Sanremo ein fester Begriff. Außerdem werden internationale Autorallyes und zu Ostern die alljährliche Segelregatta ausgetragen.

## Personen

### Söhne und Töchter der Stadt
- Giovanni Girolamo Saccheri (1667–1733), Jesuit, Philosoph, Theologe und Mathematiker
- Michael Anthony Anfossi (1799–1878), Karmelit, Bischof und Apostolischer Vikar von Mangalore, Indien
- Angelo Iachino (1889–1976), Admiral
- Alfred Stern (1901–1982), Schweizer Musiker und Komponist
- Mario Bava (1914–1980), Filmregisseur, Kameramann und Drehbuchautor
- Mario Schierano (1915–1990), katholischer Militärerzbischof von Italien
- Isa Barzizza (1929–2023), Schauspielerin
- Laura Littardi (1960–2024), Jazzmusikerin
- Maria Teresa Motta (* 1963), Judoka
- Giulia Valle (* 1972), Jazzmusikerin
- Fabio Fognini (* 1987), Tennisspieler
- Stefano Sturaro (* 1993), Fußballspieler
- Gianluca Mager (* 1994), Tennisspieler
- Matteo Arnaldi (* 2001), Tennisspieler
- Matteo Oliveri (* 2002), Stabhochspringer

### Personen mit Verbindung zur Stadt
Alfred Nobel lebte und starb in Sanremo. Die Villa Nobel liegt im östlichen Villenviertel, er führte dort zahlreiche Experimente durch. Der Maler Edward Lear ist in Sanremo beerdigt.
Italo Calvino betrachtete sich zeitlebens als ursprünglich aus San Remo stammend. Im Jahr 1962 – etwa zehn Jahre nach dem Tod seines Vaters – widmete er seiner Heimatstadt San Remo und der Persönlichkeit seines Vaters eine seiner schönsten, dichtesten Erzählungen: Der Weg nach San Giovanni (La strada di San Giovanni).

## Literarische und musikalische Rezeption
Einer der bekanntesten Morde der modernen Literatur geschieht in Sanremo. Tom Ripley, Hauptfigur des Romans Der talentierte Mr. Ripley von Patricia Highsmith, ermordet dort seinen Gastgeber auf einem Boot (The Talented Mr. Ripley, verfilmt 1960 als Nur die Sonne war Zeuge und 1999 als Der talentierte Mr. Ripley). Auch der britische Popsänger MIKA hat der Stadt mit seinem Song "Sanremo" vom Album "My Name is Michael Holbrook" ein Denkmal gesetzt.